# 야모토역
야모토역(일본어: 矢本駅, やもとえき)은 일본 미야기현 히가시마쓰시마시에 있는, 동일본 여객철도의 철도역이다.

## 역 구조
1면 2선 구조의 지상역이다. 승강장과 역사는 과선교로 이어져 있다.

### 승강장
| 번호 | 노선                              | 방향 | 행선                                  |
| ---- | --------------------------------- | ---- | ------------------------------------- |
| 1    | ■ 센세키 선                       | 상행 | 마쓰시마카이간·센다이·아오바도리 방면 |
| 1    | ■ 센세키 도호쿠 라인              | 상행 | 다카기마치·시오가마·센다이 방면       |
| 2    | ■ 센세키 선, ■ 센세키 도호쿠 라인 | 하행 | 이시노마키 방면                       |
| 2    | ■ 센세키 선                       | 상행 | 마쓰시마카이간·센다이·아오바도리 방면 |
| 2    | ■ 센세키 선, ■ 센세키 도호쿠 라인 | 상행 | 다카기마치·시오가마 방면              |

## 역세권 정보
- 히가시마쓰시마 시청
- 국도 제45호선
- 항공자위대 마쓰시마 기지

## 역사
- 1928년 11월 22일: 미야기 전기철도의 전철역으로 영업 개시.
- 1944년 5월 1일: 국유화.
- 1987년 4월 1일: 민영화에 따라 동일본 여객철도의 소속이 되었다.
- 2003년
  - 6월 26일: 자동 개찰 도입.
  - 10월 26일: 스이카 도입.
- 2011년
  - 3월 11일: 동일본 대지진으로 영업 휴지.
  - 7월 16일: 센세키 선 당역 ~ 이시노마키 구간이 운행 재개. (2번 승강장만 사용.)
- 2012년 3월 17일: 센세키 선 리쿠젠오노 ~ 당역 구간이 운행 재개.

## 인접역
| 동일본 여객철도 ■ 센세키 선 | 동일본 여객철도 ■ 센세키 선 | 동일본 여객철도 ■ 센세키 선  |
| --------------------------- | --------------------------- | ---------------------------- |
| 다카기마치 센다이 방면      | □ 특별 쾌속                 | 이시노마키 이시노마키 방면   |
| 리쿠젠오노 센다이 방면      | ■ 쾌속                      | 리쿠젠아카이 이시노마키 방면 |
| 가즈마 아오바도리 방면      | ■ 보통                      | 히가시야모토 이시노마키 방면 |